# Slaget vid Jutas

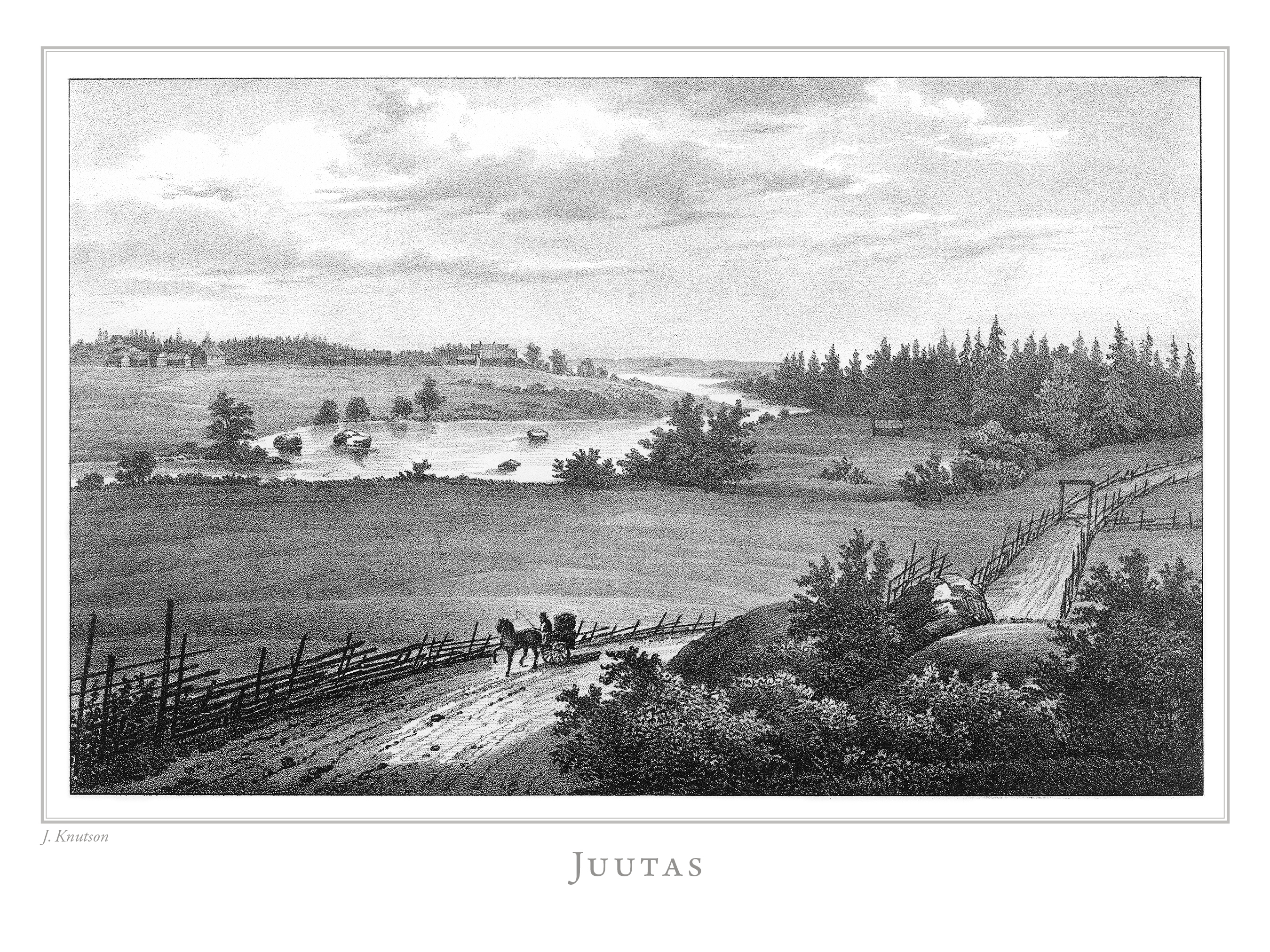
Litografi av Juutas i Finland framstäldt i teckningar utgiven 1845-1852.

Slaget vid Jutas var ett slag under finska kriget 1808–1809. Slaget stod mellan svenska och ryska styrkor den 13 september 1808 vid Juthas. Det har blivit legendariskt som ett resultat av Johan Ludvig Runebergs dikt Döbeln vid Jutas i Fänrik Ståls sägner.

## Upptakt
Den svenska armén var på reträtt i september 1808 efter att ha förlorat sommarens strider. Den svenska huvudarmén drog sig tillbaka från Vasa norrut mot Nykarleby, tätt följd av den ryska huvudstyrkan, under Nikolaj Kamenskij. När ryssarna upptäckte svenskarnas reträtt sände de ut en styrka under ledning av Kirill Kazatjkovskij längs Lappovägen mot Nykarleby. De hade i uppdrag att skära av reträttvägen för svenskarna, men svenskarna noterade händelsen och svarade med att sända von Döbeln med sina trupper till Nykarleby. 
Överste von Döbeln anlände till Nykarleby den 14 september klockan åtta och tog befälet klockan tio. Han ledde två bataljoner från Björneborgs regemente under befäl av Johan Fredrik Eek och Enoch Furuhjem, Gyllenbögels frikår under Anders Gyllenbögel, samt en avdelning om fyra sexpundskanoner ledda av löjtnant Johan Petter Hesselius. Döbeln tog omedelbart upp försvarspositioner vid Jutas, strax söder om Nykarleby. Döbeln placerade första bataljonen på båda sidor om landsvägen i en kedjeliknande formation. Till höger ställdes Gyllenbögels frikår, också utspritt i en kedja. Dom fyra kanonerna ställdes vid landsvägen. I reserv bakom kanonerna ställde sig Björneborgs rusthållsbataljon ledd av major Furuhjelm.  Ett kompani placerades en kilometer framom huvudställningen. Totalt hade von Döbeln cirka 1500 man.

## Slaget
Omkring klockan tre på eftermiddagen anfölls det framskjutna kompaniet av den framryckande fienden, men drog sig tillbaka i god ordning till den svenska huvudställningen och tog upp sina positioner på den högra flygeln. Kazatjkovskij kom marscherande upp längs vägen tillsammans med sina trupper: tre bataljoner och tre kanoner. De båda arméerna var ungefär lika starka, med omkring 1 500 man var. 
När de ryska trupperna var tillräckligt nära beordrade von Döbeln eld och den framryckande fienden stoppades av den brutala eldgivningen. Ryssarna spred ut sitt infanteri i linjeformation och de två arméerna utbytte eldgivning. En tung musköteld och kanonad följde. von Döbeln såg att ryssarna blev slagna till höger, där Gyllenbögels kår slogs modigt. von Döbeln satte kontinuerligt in mer och mer av sina reserver på den högra delen av slagfältet. 
Under ljudliga hurrarop gick den svenska armén till anfall och bröt slutligen den ryska offensiven. Det svenska artilleriet tystade de ryska kanonerna och Kazatjkovskij beslöt att dra tillbaka sina styrkor. De svenska styrkorna ockuperade slagfältet den natten eftersom de väntade ett nytt ryskt anfall, men inget kom. 

## Efter slaget
Svenskarna förlorade omkring 43 man, av vilka mellan 5 och 16 dödades. De ryska förlusterna i döda och sårade uppgick till omkring 130 man. Slaget vid Jutas räddade den svenska reträttvägen norrut, och denna skulle visa sig mycket viktig i och med den svenska förlusten vid Oravais nästa dag. Slaget vid Jutas har setts som ett förspel till slaget vid Oravais.